# Giải bóng đá U-21 Quốc gia 2000
Giải bóng đá U-21 Quốc gia 2000, tên gọi chính thức là Giải bóng đá U-21 Toàn quốc – Cúp Báo Thanh Niên 2000, là mùa giải thứ tư của Giải bóng đá Vô địch U-21 Quốc gia do Liên đoàn bóng đá Việt Nam (VFF) phối hợp với báo Thanh Niên tổ chức. Vòng chung kết của giải, gồm tám đội bóng, được tổ chức tại Thành phố Hồ Chí Minh từ ngày 30 tháng 7 đến ngày 10 tháng 8 năm 2000.
Đương kim vô địch Thể Công không tham dự giải lần này và được thay thế bằng đội Hải Phòng. Sông Lam Nghệ An giành chức vô địch đầu tiên sau khi thắng Gạch Đồng Tâm 3–2 trong trận chung kết.

## Vòng loại

### Bảng C (Khu vực miền Nam)
Bảng C diễn ra từ ngày 13 đến 27 tháng 5 năm 2000 tại ba sân Long An, Kiên Giang và Tiền Giang. 16 đội chia thành 4 nhóm, thi đấu vòng tròn một lượt; 4 đội đứng đầu mỗi nhóm sẽ tranh 3 vé vào vòng chung kết.

### Các đội vượt qua vòng loại
| Câu lạc bộ                    | Tư cách vượt qua vòng loại | Tham dự vòng chung kết | Thành tích tốt nhất |
| ----------------------------- | -------------------------- | ---------------------- | ------------------- |
| Công an Thành phố Hồ Chí Minh | Chủ nhà                    | 2 lần                  | Vòng bảng (1999)    |
| Hải Phòng                     | Bảng A                     | 4 lần                  | Hạng tư (1998)      |
| Thanh Hóa                     | Bảng A                     | 2 lần                  | Vòng bảng (1998)    |
| Sông Lam Nghệ An              | Bảng B                     | 2 lần                  | Tứ kết (1997)       |
| Đà Nẵng                       | Bảng B                     | 2 lần                  | Vòng bảng (1999)    |
| Hải Quan                      | Bảng C                     | Lần đầu                | Lần đầu             |
| Tiền Giang                    | Bảng C                     | Lần đầu                | Lần đầu             |
| Gạch Đồng Tâm                 | Bảng C                     | 2 lần                  | Hạng ba (1999)      |

## Địa điểm
Tất cả các trận đấu của vòng chung kết diễn ra tại sân vận động Thống Nhất, Thành phố Hồ Chí Minh.
| Thành phố Hồ Chí Minh   |
| ----------------------- |
| Sân vận động Thống Nhất |
| Sức chứa: 25.000        |
|                         |

## Vòng bảng

### Bảng A
| VT | Đội                               | ST | T | H | B | BT | BB | HS | Đ | Giành quyền tham dự     |
| -- | --------------------------------- | -- | - | - | - | -- | -- | -- | - | ----------------------- |
| 1  | Công an Thành phố Hồ Chí Minh (H) | 2  | 1 | 1 | 0 | 9  | 5  | +4 | 4 | Vòng đấu loại trực tiếp |
| 2  | Hải Phòng                         | 2  | 1 | 1 | 0 | 6  | 3  | +3 | 4 | Vòng đấu loại trực tiếp |
| 3  | Tiền Giang                        | 2  | 0 | 0 | 2 | 2  | 9  | −7 | 0 |                         |
| 4  | Thanh Hóa                         | 0  | 0 | 0 | 0 | 0  | 0  | 0  | 0 | Bị loại khỏi giải       |

1. ↑  U-21 Thanh Hóa bị loại khỏi giải do bị phát hiện sử dụng cầu thủ quá tuổi.

| Thanh Hóa | 4–0 | Hải Phòng |
| --------- | --- | --------- |
|           |     |           |

| Công an Thành phố Hồ Chí Minh                             | 6–2      | Tiền Giang |
| --------------------------------------------------------- | -------- | ---------- |
| - Ngọc Thọ 23', 27' (ph.đ.), 37', 40' - Việt Thắng ?', ?' | Chi tiết |            |

| Tiền Giang | 0–3 | Hải Phòng |
| ---------- | --- | --------- |
|            |     |           |

| Công an Thành phố Hồ Chí Minh | 0–2 | Thanh Hóa |
| ----------------------------- | --- | --------- |
|                               |     |           |

| Tiền Giang | Hủy | Thanh Hóa |
| ---------- | --- | --------- |
|            |     |           |

| Công an Thành phố Hồ Chí Minh | 3–3 | Hải Phòng |
| ----------------------------- | --- | --------- |
|                               |     |           |

### Bảng B
| VT | Đội              | ST | T | H | B | BT | BB | HS | Đ | Giành quyền tham dự     |
| -- | ---------------- | -- | - | - | - | -- | -- | -- | - | ----------------------- |
| 1  | Gạch Đồng Tâm    | 3  | 3 | 0 | 0 | 5  | 1  | +4 | 9 | Vòng đấu loại trực tiếp |
| 2  | Sông Lam Nghệ An | 3  | 2 | 0 | 1 | 3  | 3  | 0  | 6 | Vòng đấu loại trực tiếp |
| 3  | Hải Quan         | 3  | 1 | 0 | 2 | 1  | 2  | −1 | 3 |                         |
| 4  | Đà Nẵng          | 3  | 0 | 0 | 3 | 0  | 3  | −3 | 0 |                         |

| Sông Lam Nghệ An | 1–0 | Đà Nẵng |
| ---------------- | --- | ------- |
|                  |     |         |

| Hải Quan | 0–1 | Gạch Đồng Tâm |
| -------- | --- | ------------- |
|          |     |               |

| Gạch Đồng Tâm | 1–0 | Đà Nẵng |
| ------------- | --- | ------- |
|               |     |         |

| Hải Quan | 0–1 | Sông Lam Nghệ An |
| -------- | --- | ---------------- |
|          |     |                  |

| Gạch Đồng Tâm | 3–1 | Sông Lam Nghệ An |
| ------------- | --- | ---------------- |
|               |     |                  |

| Hải Quan | 1–0 | Đà Nẵng |
| -------- | --- | ------- |
|          |     |         |

## Vòng đấu loại trực tiếp
Trong vòng đấu loại trực tiếp, hiệp phụ (có áp dụng luật bàn thắng vàng) và loạt sút luân lưu sẽ được sử dụng để quyết định đội thắng nếu cần thiết.

### Bán kết
| Gạch Đồng Tâm | 2–1 | Hải Phòng |
| ------------- | --- | --------- |
|               |     |           |

| Công an Thành phố Hồ Chí Minh | 0–0 (s.h.p.) | Sông Lam Nghệ An |
| ----------------------------- | ------------ | ---------------- |
|                               |              |                  |
| Loạt sút luân lưu             |              |                  |
|                               | 0–2          |                  |

### Tranh hạng ba
| Hải Phòng | 0–3 | Công an Thành phố Hồ Chí Minh |
| --------- | --- | ----------------------------- |
|           |     |                               |

### Chung kết
| Gạch Đồng Tâm | 2–3 | Sông Lam Nghệ An |
| ------------- | --- | ---------------- |
|               |     |                  |

## Thống kê

### Vô địch
| Vô địch Giải bóng đá U-21 Quốc gia 2000 |
| --------------------------------------- |
| Sông Lam Nghệ An Lần thứ 1              |

### Các giải thưởng
Các giải thưởng dưới đây đã được trao sau khi giải đấu kết thúc:
| Vua phá lưới                                    | Cầu thủ xuất sắc nhất                           | Thủ môn xuất sắc nhất             | Giải phong cách |
| ----------------------------------------------- | ----------------------------------------------- | --------------------------------- | --------------- |
| Nguyễn Ngọc Thọ (Công an Thành phố Hồ Chí Minh) | Nguyễn Ngọc Thọ (Công an Thành phố Hồ Chí Minh) | Nguyễn Thế Anh (Sông Lam Nghệ An) |                 |

### Cầu thủ ghi bàn
Đã có 43 bàn thắng ghi được trong 15 trận đấu, trung bình 2.87 bàn thắng mỗi trận đấu.